# Antra Liedskalniņa
Antra Liedskalniņa (* 22. Oktober 1930 in Jaungulbene, Lettland; † 20. April 2000 in Riga) war eine sowjetische bzw. lettische Theater- und Film-Schauspielerin.

## Leben und Leistungen
Antra Liedskalniņa war die Tochter des Lehrers Arvīds Liedskalniņš (1904–1944) und seiner Ehefrau Anna Veronika Liedskalniņa (1908–1990). Sie hatte eine Schwester namens Jogita.
Die junge Antra besuchte zunächst die Schule in Siltāju, setzte ihr Bildungslaufbahn dann jedoch in Gulbene fort, da dort die Möglichkeit zum Theaterspielen bestand. Ab 1951 studierte sie am Lettischen Konservatorium „Jāzeps Vītols“ und erhielt nach dem Abschluss 1955 ein Engagement am Lettischen Nationaltheater. Eine der ersten Rollen spielte sie in Ježi Ļutovskas Ģimenes lieta.
Liedskalniņa erwarb sich im Lauf der Jahre den Ruf einer sehr wandlungsfähigen Darstellerin, die verschiedenste Rollen überzeugend darzustellen vermochte. Zu den von ihr bedienten Stücken gehörten Andrejs Upīts’ Jeanne d'Arc. Tragödie in vier Akten (zwölf Bildern) und Kaijas lidojums (1957), eine Adaption von Augusts Deglavs Roman Riga (1958), Irkutskas stāsts (1960) und Mans nabaga Marats von Alekseja Arbuzova, Tennessee Williams’ Endstation Sehnsucht (1969), Rainis’ Pūt, vējiņi!, Richard III. von William Shakespeare und Pazudušais dēls von Rūdolfs Blaumanis. Das größte Aufsehen erregte Liedskalniņa jedoch mit ihren Auftritten in Pauls Putniņš' Werken Paši pūta, paši dega (1972), Ar būdu uz baznīcu (1987) und Ar Dievu pie zemes. Ihre letzte Bühnenrolle gab sie 1998 als Anna Magnani in Grēksūdzes laiks von Armāns Mefrs.
Im Film war Liedskalniņa seit Mitte der 1950er Jahre zu sehen. Ihre erste Hauptrolle spielte sie jedoch erst 1966 in Akmens un šķembas, eine weitere folgte 1982 in Возвращение Баттерфляй (Woswraschtschenije Batterfljai), einer Filmbiografie über Salome Kruschelnytska, in der sie die gealterte Sängerin darstellte. Liedskalniņa war auch in internationalen Koproduktionen wie Der Sieg (1985), Das Märchen vom Däumling (1986) und Ноктюрн Шопена (Noktjurn Schopena, 1992) zu sehen, ebenso in der Hamsun-Verfilmung Victoria (1988) und dem Märchenfilm Maija un Paija (1990) nach Anna Brigadere. Sie stand überwiegend für das Rigaer Kinostudio vor der Kamera.
Seit 1973 trug Liedskalniņa den Titel Volkskünstlerin der Lettischen SSR, 1987 folgte der Andrejs-Pumpurs-Preis. 1984 veröffentlichte der Theaterkritiker Anda Burtniece ein Buch über sie. Liedskalniņa starb im Frühjahr 2000, kurz bevor sie in einer Aufführung von Rūdolfs Blaumanis' Skroderdienas Silmačos hätte spielen sollen. Die gefeierte Mimin wurde auf dem I. Rigaer Waldfriedhof beigesetzt.

## Privates
Liedskalniņa war in erster Ehe mit Kārlis Amoliņš (* 1937) und danach mit dem Schauspieler Elmārs Ozols verheiratet. Der aus dieser Ehe stammende Sohn Harijs (1962–2015) war ein bekannter Sänger.

## Filmografie (Auswahl)
- 1960: Vor dem Sieg (Vetra)
- 1969: 24–25 kehrt nicht zurück (24–25 ne woswraschtschajetsja)
- 1970: Der Damm (Uzbērums)
- 1977: Die Tür zum Balkon (Šīs bīstamās balkons durvis)
- 1980–81: Amerikoniškoji tragedija
- 1985: Der Sieg (Pobeda)
- 1986: Das Märchen vom Däumling (Sprīdītis)
- 1988: Victoria (Wiktorija)